# Tournoi de clôture du championnat du Nicaragua de football 2018
Navigation
Saison précédente Saison suivante
Le Tournoi Clausura 2018 est le deuxième tournoi saisonnier disputé au Nicaragua.
C'est cependant la 76e fois que le titre de champion du Nicaragua est remis en jeu.
Lors de ce tournoi, le Deportivo Walter Ferreti a tenté de conserver son titre de champion du Nicaragua face aux neuf meilleurs clubs nicaraguayens.
Chacun des dix clubs participant était confronté deux fois aux neuf autres équipes. Puis les quatre meilleurs se sont affrontés lors d'une phase finale à la fin du tournoi.
Seulement une place était qualificative pour la Ligue de la CONCACAF.

## Les 10 clubs participants
Ce tableau présente les dix équipes qualifiées pour disputer le championnat 2017-2018. On y trouve le nom des clubs, le nom des stades dans lesquels ils évoluent ainsi que la capacité et la localisation de ces derniers.
| Club                       | Stade                                        | Capacité          | Ville              |
| Chinandega FC (en)         | Stade Efraín Tijerino                        | 8 000             | Chinandega         |
| Diriangén FC               | Stade Cacique Diriangén                      | 7 500             | Diriamba           |
| Juventus Managua           | Stade Olympique de l'Indépendance de Managua | 8 000             | Managua            |
| Managua FC (en)            | Stade Olympique de l'Indépendance de Managua | 8 000             | Managua            |
| UNAN Managua (en)          | Stade Olympique de l'Indépendance de Managua | 8 000             | Managua            |
| Real Estelí FC             | Stade de l'Indépendance                      | 4 800             | Estelí             |
| Real Madriz                | Stade Augusto Cesar Mendoza                  | 3 000             | Somoto             |
| Deportivo Ocotal (en)      | Stade Glorias del Beisbol Segoviano          | 5 000             | Ocotal             |
| San Francisco Masachapa FC | Stade inconnu                                | Capacité inconnue | San Rafael del Sur |
| Deportivo Walter Ferreti   | Stade Olympique de l'Indépendance de Managua | 8 000             | Managua            |

| \| Managua : Juventus Managua Deportivo Walter Ferreti Managua FC UNAN Managua Managua Diriangén FC Real Estelí FC Real Madriz Chinandega FC San Francisco Masachapa FC Deportivo Ocotal \| Localisation des clubs engagés dans le championnat. |
| Managua : Juventus Managua Deportivo Walter Ferreti Managua FC UNAN Managua Managua Diriangén FC Real Estelí FC Real Madriz Chinandega FC San Francisco Masachapa FC Deportivo Ocotal                                                           |

## Compétition
Le tournoi Clausura se déroule de la même façon que les tournois saisonniers précédents, en deux phases :
- La phase régulière : les dix-huit journées de championnat.
- La seconde phase : les matchs aller-retour allant des quarts de finale à la finale.

### Phase régulière
Lors de la phase régulière les dix équipes affrontent à deux reprises les neuf autres équipes selon un calendrier tiré aléatoirement.
Les quatre meilleures équipes sont directement qualifiées pour la seconde phase.
Le classement est établi sur le barème de points classique (victoire à 3 points, match nul à 1, défaite à 0).
Le départage final se fait selon les critères suivants :
- Le nombre de points.
- La différence de buts générale.
- Le nombre de buts marqué.

| Rang | Équipe                       | Pts | J  | G  | N | P  | Bp | Bc | Diff |
| ---- | ---------------------------- | --- | -- | -- | - | -- | -- | -- | ---- |
| 1    | Real Estelí FC               | 41  | 18 | 13 | 2 | 3  | 41 | 17 | +24  |
| 2    | Diriangén FC                 | 31  | 18 | 9  | 4 | 5  | 37 | 20 | +17  |
| 3    | Juventus Managua             | 30  | 18 | 9  | 3 | 6  | 29 | 27 | +2   |
| 4    | Deportivo Walter Ferreti T   | 28  | 18 | 7  | 7 | 4  | 25 | 23 | +2   |
| 5    | Deportivo Ocotal (en) P      | 25  | 18 | 7  | 4 | 7  | 28 | 28 | 0    |
| 6    | Managua FC (en)              | 24  | 18 | 6  | 6 | 6  | 29 | 21 | +8   |
| 7    | UNAN Managua (en)            | 22  | 18 | 6  | 4 | 8  | 24 | 23 | +1   |
| 8    | Real Madriz                  | 20  | 18 | 5  | 5 | 8  | 16 | 31 | -15  |
| 9    | Chinandega FC (en)           | 16  | 18 | 3  | 7 | 8  | 14 | 30 | -16  |
| 10   | San Francisco Masachapa FC P | 9   | 18 | 1  | 6 | 11 | 14 | 37 | -23  |

| Légende : Qualifications et relégations | Légende : Qualifications et relégations          |
| --------------------------------------- | ------------------------------------------------ |
|                                         | Qualifié pour les demi-finales                   |
|                                         | Qualifié pour les quarts de finale               |
|                                         | T Tenant du titre P Promu de la saison 2016-2017 |

| Résultats (▼dom., ►ext.)                                   | Chi | Dir | Juv | Man | UMa | Est | Mad | Oco | San | Wal |
| Chinandega FC (en)                                         |     | 2-1 | 0-2 | 2-2 | 2-1 | 1-3 | 0-0 | 1-1 | 0-0 | 2-2 |
| Diriangén FC                                               | 6-0 |     | 3-3 | 1-0 | 0-1 | 1-0 | 7-1 | 2-4 | 4-0 | 1-0 |
| Juventus Managua                                           | 0-0 | 2-0 |     | 0-4 | 2-1 | 2-3 | 1-0 | 4-1 | 2-0 | 0-0 |
| Managua FC (en)                                            | 2-0 | 2-2 | 1-3 |     | 2-3 | 2-3 | 1-1 | 1-0 | 4-0 | 0-2 |
| UNAN Managua (en)                                          | 2-1 | 0-2 | 0-1 | 1-1 |     | 1-3 | 4-0 | 0-0 | 3-0 | 2-2 |
| Real Estelí FC                                             | 1-0 | 1-1 | 7-1 | 0-0 | 2-0 |     | 1-2 | 2-1 | 5-1 | 1-0 |
| Real Madriz                                                | 2-0 | 1-3 | 1-0 | 2-1 | 2-1 | 0-1 |     | 0-2 | 0-0 | 0-1 |
| Deportivo Ocotal (en)                                      | 5-2 | 1-1 | 1-0 | 1-3 | 1-0 | 2-1 | 4-0 |     | 1-1 | 1-4 |
| San Francisco Masachapa FC                                 | 0-1 | 1-2 | 1-3 | 0-0 | 1-3 | 1-3 | 2-2 | 4-1 |     | 1-2 |
| Deportivo Walter Ferreti                                   | 0-0 | 1-0 | 4-3 | 0-3 | 1-1 | 1-4 | 2-2 | 2-1 | 1-1 |     |
| - Victoire à domicile - Match nul - Victoire à l'extérieur |     |     |     |     |     |     |     |     |     |     |

### La Phase Finale
Les six équipes qualifiées sont réparties dans le tableau final d'après leur classement général, le deuxième affrontant lors des demi-finales le vainqueur du quart opposant le quatrième au cinquième et le premier affrontant le vainqueur du quart opposant le troisième au sixième.
En cas d'égalité sur la somme des deux matchs, les deux équipes sont dans un premier temps départagées par la règle des buts marqués à l'extérieur puis par leur classement général si cela est nécessaire, sauf lors de la finale où des prolongations puis une séance de tirs au but ont éventuellement lieu.

#### Tableau
|  |                          |               |                          |                  |               |     |   |            |            |            |                |            |   |   |        |        |        |        |        |  |  |
|  | 1/4 de finale            | 1/4 de finale | 1/4 de finale            | 1/4 de finale    | 1/4 de finale |     |   | 1/2 finale | 1/2 finale | 1/2 finale | 1/2 finale     | 1/2 finale |   |   | Finale | Finale | Finale | Finale | Finale |  |  |
|  |                          |               |                          |                  |               |     |   |            |            |            |                |            |   |   |        |        |        |        |        |  |  |
|  |                          |               |                          |                  |               |     |   |            |            |            |                |            |   |   |        |        |        |        |        |  |  |
|  |                          |               |                          |                  |               |     |   |            |            |            |                |            |   |   |        |        |        |        |        |  |  |
|  |                          |               |                          |                  |               |     |   |            |            |            |                |            |   |   |        |        |        |        |        |  |  |
|  |                          |               |                          |                  |               |     |   |            |            |            |                |            |   |   |        |        |        |        |        |  |  |
|  | Real Estelí FC           | (1)           | 1                        | 2                |               |     |   |            |            |            |                |            |   |   |        |        |        |        |        |  |  |
|  | Real Estelí FC           | (1)           | 1                        | 2                |               |     |   |            |            |            |                |            |   |   |        |        |        |        |        |  |  |
|  |                          |               | Deportivo Walter Ferreti | (4)              | 1             | 0   |   |            |            |            |                |            |   |   |        |        |        |        |        |  |  |
|  | Deportivo Walter Ferreti | (4)           | Deportivo Walter Ferreti | (4)              | 1             | 0   | 4 |            |            |            |                |            |   |   |        |        |        |        |        |  |  |
|  | Deportivo Walter Ferreti | (4)           |                          |                  |               |     |   |            |            |            |                |            |   |   |        |        |        |        |        |  |  |
|  | Deportivo Ocotal (en)    | (5)           | 2                        |                  |               |     |   |            |            |            |                |            |   |   |        |        |        |        |        |  |  |
|  | Deportivo Ocotal (en)    | (5)           | 2                        |                  |               |     |   |            |            |            | Real Estelí FC | (1)        | 1 | 1 |        |        |        |        |        |  |  |
|  |                          |               |                          |                  |               |     |   |            |            |            | Real Estelí FC | (1)        | 1 | 1 |        |        |        |        |        |  |  |
|  |                          | Diriangén FC  | (2)                      | 2                | 1             |     |   |            |            |            |                |            |   |   |        |        |        |        |        |  |  |
|  | Juventus Managua         | Diriangén FC  | (2)                      | 2                | 1             | (3) | 2 | 0          |            |            |                |            |   |   |        |        |        |        |        |  |  |
|  | Juventus Managua         |               |                          |                  |               |     | 2 | 0          |            |            |                |            |   |   |        |        |        |        |        |  |  |
|  | Managua FC (en)          | (6)           | 2                        |                  |               |     |   |            |            |            |                |            |   |   |        |        |        |        |        |  |  |
|  | Managua FC (en)          | (6)           | 2                        | Juventus Managua | (3)           | 2   | 0 |            |            |            |                |            |   |   |        |        |        |        |        |  |  |
|  |                          |               |                          |                  |               | 2   | 0 |            |            |            |                |            |   |   |        |        |        |        |        |  |  |
|  |                          |               | Diriangén FC             | (2)              | 1             | 2   |   |            |            |            |                |            |   |   |        |        |        |        |        |  |  |
|  |                          |               |                          |                  |               | 2   |   |            |            |            |                |            |   |   |        |        |        |        |        |  |  |
|  |                          |               |                          |                  |               |     |   |            |            |            |                |            |   |   |        |        |        |        |        |  |  |
|  |                          |               |                          |                  |               |     |   |            |            |            |                |            |   |   |        |        |        |        |        |  |  |
|  |                          |               |                          |                  |               |     |   |            |            |            |                |            |   |   |        |        |        |        |        |  |  |

#### Quarts de finale
| Club                     | Score | Club                  | Commentaire                 |
| Deportivo Walter Ferreti | 4-2   | Deportivo Ocotal (en) |                             |
| Juventus Managua         | 2-2   | Managua FC (en)       | Meilleur classement général |

#### Demi-finales
| Club           | Aller | Retour | Club                     | Commentaire |
| Real Estelí FC | 1-1   | 2-0    | Deportivo Walter Ferreti |             |
| Diriangén FC   | 1-2   | 2-0    | Juventus Managua         |             |

#### Finale
| Match aller | Diriangén FC                                 | 2:1   | Real Estelí FC      | Stade Cacique Diriangén |  |
| 26 mai 2018 | 31e (pen.) Carlos Torres · 82e Carlos Torres | (1:1) | 26e Gregorio Torres |                         |  |

| Match retour | Real Estelí FC    | 1:1   | Diriangén FC     | Stade de l'Indépendance |  |
| 2 juin 2018  | 62e Pablo Gallego | (1:1) | 90e Luis Coronel |                         |  |

### Classement cumulatif
| Rang | Équipe                       | Pts | J  | G  | N  | P  | Bp | Bc | Diff |
| ---- | ---------------------------- | --- | -- | -- | -- | -- | -- | -- | ---- |
| 1    | Real Estelí FC               | 83  | 36 | 26 | 5  | 5  | 82 | 32 | +50  |
| 2    | Deportivo Walter Ferreti C   | 64  | 36 | 18 | 10 | 8  | 58 | 38 | +20  |
| 3    | Diriangén FC C               | 58  | 36 | 16 | 10 | 10 | 66 | 42 | +24  |
| 4    | Juventus Managua             | 55  | 36 | 15 | 10 | 11 | 50 | 47 | +3   |
| 5    | Managua FC (en)              | 50  | 36 | 14 | 8  | 14 | 56 | 44 | +12  |
| 6    | Deportivo Ocotal (en) P      | 46  | 36 | 12 | 10 | 14 | 47 | 60 | -13  |
| 7    | Real Madriz                  | 41  | 36 | 10 | 11 | 15 | 44 | 66 | -22  |
| 8    | UNAN Managua (en)            | 38  | 36 | 10 | 8  | 18 | 38 | 47 | -9   |
| 9    | Chinandega FC (en)           | 35  | 36 | 8  | 11 | 17 | 40 | 71 | -31  |
| 10   | San Francisco Masachapa FC P | 22  | 36 | 3  | 13 | 20 | 29 | 63 | -34  |

| Légende : Qualifications et relégations | Légende : Qualifications et relégations                                      |
| --------------------------------------- | ---------------------------------------------------------------------------- |
|                                         | Ligue de la CONCACAF 2018                                                    |
|                                         | Qualifié pour le barrage de relégation en Segunda División                   |
|                                         | Relégué en Segunda División                                                  |
|                                         | C Vainqueur d'un des deux tournois de l'année P Promu de la saison 2016-2017 |

### Barrage de relégation
| Club               | Aller   | Retour  | Club                  | Commentaire |
| Chinandega FC (en) | Forfait | Forfait | Deportivo Sebaco (en) |             |

## Bilan du tournoi
| Tournoi de clôture du championnat de football du Nicaragua 2018 |                            |
| Champion                                                        | Diriangén FC (26e titre)   |
| Dauphin                                                         | Real Estelí FC             |
| Qualifications continentales                                    |                            |
| Ligue de la CONCACAF 2018                                       | Diriangén FC               |
| Promotions et relégations                                       |                            |
| Promus en Primera División                                      | ART Municipal Jalapa (en)  |
| Relégués en Segunda División                                    | San Francisco Masachapa FC |

## Statistiques

### Buteurs
| Rang | Nom | Équipe | Buts |
| 1    |     |        | -    |
| 2    |     |        | -    |
| 3    |     |        | -    |